# San Vicente de Pusir
San Vicente de Pusir ist eine Ortschaft und eine Parroquia rural („ländliches Kirchspiel“) im Kanton Bolívar der ecuadorianischen Provinz Carchi. Die Parroquia besitzt eine Fläche von 46,32 km². Die Einwohnerzahl lag im Jahr 2010 bei 2044.

## Lage
Die Parroquia San Vicente de Pusir liegt in den Anden im Norden von Ecuador. Entlang der südlichen Verwaltungsgrenze fließt der Río Chota nach Westen. Dessen rechter Nebenfluss Río El Ángel begrenzt das Areal im Westen. Der 1840 m hoch gelegene Hauptort befindet sich 16 km westlich vom Kantonshauptort Bolívar.
Die Parroquia San Vicente de Pusir grenzt im Nordosten an die Parroquia  Garcia Moreno, im Südosten an die Parroquia Los Andes, im Süden an die Provinz Imbabura mit der Parroquia Ambuquí (Kanton Ibarra) sowie im Westen an die Parroquia Mira (Kanton Mira).

## Orte und Siedlungen
In der Parroquia San Vicente de Pusir gibt es neben dem Hauptort folgende Comunidades: Pusir Grande, Tumbatú, La Portada, La Piedra, Yascón und El Tambo.

## Geschichte
Die Gründung der Parroquia San Vicente de Pusir wurde am 18. Oktober 1951 im Registro Oficial bekannt gemacht. Zuvor war das Gebiet Teil der Parroquia García Moreno.

## Persönlichkeiten
- Lucy Jaramillo (* 1983), Leichtathletin